# Shagsowanoghroona
Shagsowanoghroona (irokeški naziv), ime kojim su Irokezi nazivali jedno, možda algonkinsko pleme ili manju plemensku skupinu, koji su 1759. živjeli na području Kanade. Canajoharie Conf. u in N. Y. Doc. Col. Hist. VII, 393, 1856